# Diedrich Engelken
Diedrich Windler Engelken (* 21. Dezember 1882 in Bremen; † 28. Januar 1957 in Hamburg) war ein deutscher Kaufmann, Politiker der NSDAP und Hamburger Senator.

## Biografie
Engelken wuchs in Bremen auf und besuchte das Gymnasium, das er verließ, um ab 1898 im väterlichen Rohtabakimportunternehmen eine Lehre zu machen. Er wurde 1903 Einjährigfreiwilliger im 1. Chevaulegersregiment „Kaiser Nikolaus von Rußland“ in Nürnberg.
Nach seinem Dienst kehrte er nach Bremen zurück und arbeitete weiter mit im Geschäft seines Vaters; 1907 wurde er Teilhaber. In der folgenden Zeit verbrachte er mehrere Jahre im Ausland, um dort Tabak einzukaufen. Im Ersten Weltkrieg wurde Engelken eingezogen und Regimentsadjudant der 6. Chevaulegersregiment „Prinz Albrecht von Preußen“. 1916 wurde er zum Rittmeister befördert, später wurde er Hafenkommandant von Brăila.
Nach dem Krieg übernahm er zusammen mit seinem Bruder das väterliche Tabakgeschäft JH Engelken & Co sowie das Unternehmen C. Goerg & Co. 1921 übersiedelten beide Unternehmen nach Altona und der Tabakhandel wurde zugunsten des Südfrüchte Im- und Exportes aufgegeben. Dabei wurde vor allem mit Trockenfrüchten gehandelt.
Engelken trat zum 1. August 1930 der NSDAP bei (Mitgliedsnummer 305.206) und wurde Leiter der wirtschaftspolitischen Abteilung, Gruppe Ex- und Import, des Gaues Hamburg der NSDAP. Am 8. März 1933 wurde er in den Hamburger Senat unter Carl Vincent Krogmann gewählt, in einer Sitzung, bei der die gewählten Bürgerschaftsmitglieder der KPD schon nicht mehr erscheinen konnten. Er war für das Ressort Handel Schifffahrt und Gewerbe zuständig und wurde bereits am 20. Juli 1933 wieder aus dem Senat entlassen.
Im August 1933 wurde er zum Leiter der Abteilung Außenhandel der Reichsstelle des deutschen Handels ernannt und 1934 in den Wirtschaftsstab beim Stellvertreter des Führers berufen.
Wahrscheinlich 1938 gründete Engelken die Niedersächsische Marzipan-, Marmelade- und Konserven-Fabriken Gebrüder Engelken & Co, um die durch seine anderen Unternehmen importierten Früchte zu verwerten. Das Unternehmen hatte 2 Standorte, einen in Hamburg-Bahrenfeld, an dem nachweislich Zwangsarbeiter eingesetzt wurden, und einen in Tolkemit.
Engelken war 1941 im Aufsichtsrat der Deutschen Zündwaren-Monopolgesellschaft und im Vorstand der Deutsch Jugoslawischen Handelskammer.
Das Unternehmen JH Engelken & Co besteht in Hamburg-Bahrenfeld noch heute (2010).